# ウィリアムズポート (ペンシルベニア州)
ウィリアムズポート（Williamsport）は、アメリカ合衆国ペンシルベニア州にある都市。ライカミング郡の郡庁所在地である。人口は2万7754人（2020年）。ライカミング郡1郡のみから成る都市圏を形成している。市域はサスケハナ川西支流の北岸に広がっている。
ウィリアムズポートは1806年に正式な町に、1866年に市になった。19世紀後期には、ウィリアムズポートは製材業で栄え、「世界の製材の首都」と呼ばれ、数多くの百万長者を生み出した。現在のダウンタウンの西、ウェスト4thストリート沿いには、当時の富豪が所有していた邸宅が数多く残っており、ミリオネアズ・ロウ歴史地区として国家歴史登録財に指定されている。また、地元のウィリアムズポート地域高校の「ミリオネアズ」というスポーツチームの名にも、その名残をとどめている。
また、ウィリアムズポートはリトルリーグ発祥の地としても知られている。1939年にこのウィリアムズポートの地で、わずか3チームで始まったこの少年硬式野球のリーグは、全米50州に、そして世界80か国以上へと広がった。現在では、リトルリーグの国際本部はサスケハナ川西支流の対岸に位置するサウスウィリアムズポートに置かれ、毎年8月にはリトルリーグの国際大会であるリトルリーグ・ベースボール・ワールドシリーズが同地で行われている。関連してMLBリトルリーグ・クラシックも当地で開催

## 歴史

### 初期

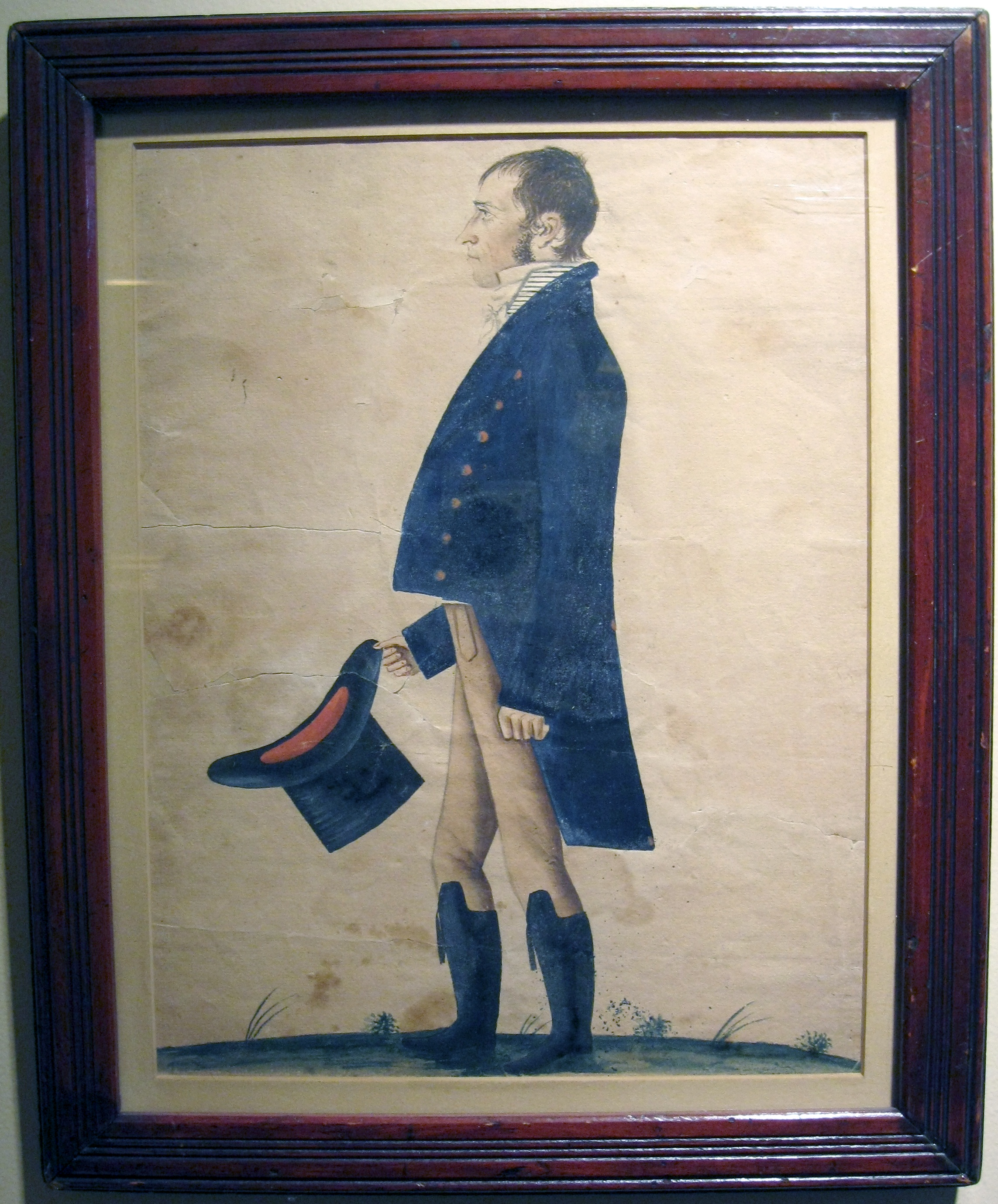
マイケル・ロス

ウィリアムズポートを創設したのはスコットランド出身のマイケル・ロスとアイルランド出身のウィリアム・ヘプバーンであった。マイケル・ロスは1772年にスコットランドからフィラデルフィアに渡り、マンシーでサスケハナ川西支流流域の「土地王」サミュエル・ウォリスの下で測量家補佐となるための訓練を受けた。やがてロスは農家としても測量家としても成功し、サスケハナ川西支流のほとり、ロイヤルソック・クリークとライカミング・クリークの間、現在のウィリアムズポートのダウンタウンとなっているこの地で285エーカー（約115ha）の土地を購入して「バージニア」と名付けた。ウィリアム・ヘプバーンは1773年もしくは1774年に13植民地に渡り、サンベリーに短期間住んだ後、サスケハナ川西支流の南岸、現在のドゥボイスタウンの製材・製粉所で働いた。やがて独立戦争が開戦するとヘプバーンは従軍し、大佐まで昇級してマンシー砦で隊を指揮した。終戦後、ヘプバーンはロスの「バージニア」のすぐ西に300エーカー（約121ha）の土地を購入し、「ディア・パーク」と名付けた。
1795年にノーサンバーランド郡から分離独立する形でライカミング郡が成立すると、郡庁をどこに置くかをめぐってしばし政争が起きた。当初は、ヘプバーンの所有していた「ディア・パーク」の湿地帯の西、ライカミング・クリークの対岸の高台にあり、郡庁を置き得るだけの建物が既に建っていたジェイズバーグ（現在はウィリアムズポート市域内のニューベリー地区になっている）が最有力視されていた。また、現在のクリントン郡の郡域にあたる地域にあったダンズタウンも有力な候補であった。しかし、ヘプバーンはジェイズバーグに対抗すべくロスと手を組み、2人の所有していた土地をあわせて、区画を整理し、建物を建て、最終的にはウィリアムズポートに郡庁を誘致することに成功した。このウィリアムズポートという名の由来については、ヘプバーンのファースト・ネームを取ったという説も、ロスの友人で、測量家であったジョセフ・ウィリアムズから取ったという説もあるが、最も有力なのは、1795年1月22日に生まれたロスの息子のウィリアムにちなんでいるという説である。
しかし、ウィリアムズポートに郡庁を置くことが正式に決定しても、実際に郡庁所在地としての機能を果たすようになるには時間がかかった。郡の刑務所の建設は1799年になってやっと始まり、1801年に完成した。郡地方裁判所の建設はさらに遅れ、完成したのはライカミング郡の成立から9年経った1804年のことであった。

### 製材業による発展
ウィリアムズポートは1806年に法人化し、正式な町になったが、19世紀前半にはあまり発展は見られなかった。しかし、19世紀も中盤にさしかかる頃から、ウィリアムズポートは製材業で栄え始めた。1850年にわずか1,615人であった人口は、1860年には5,664人に、1870年には16,030人にと、わずか20年の間に約10倍に急増した。1866年には、ウィリアムズポートは市に昇格した。

#### 世界の製材の首都
現在のウィリアムズポート市域内に初めて建てられた製材所は、1838年にフィラデルフィアのコクラン・バイアーズ社が建てた、ビッグ・ウォーター・ミルと呼ばれたものであった。同社がウィリアムズポートの地でこの製材所を経営していたのはわずか3年であったが、その後これに続くように、ウィリアムズポートには製材所が矢継ぎ早に建てられた。
1846年には、ニューハンプシャー州出身のジェームズ・H・パーキンスによる監督の下、サスケハナ川西支流に「サスケハナ・ブーム」と呼ばれる貯木場もできた。これは、川に地元の山の石を積み上げ、「クリブ」 (crib) と呼ばれる人口の小島をいくつも作って、加工前の材木が下流に流れていかないようにせき止めておくというものであった。この貯木場には3億ボードフィート（約708,000m³）の収容能力があった。貯木場の上流側には、手動の巻揚げ機で制御するシーア・ブーム（sheer boom）と呼ばれる装置が設けられ、貯木場の入口を開閉して、中に入れる材木の量を調節していた。貯木場の下流側では材木が区分けされた。
1850年代には製材所に加えてかんながけ工場も建てられ、製品の幅が広がり、商品価値が高まり、さらなる雇用も生み出された。南北戦争が開戦すると、木材の需要が急激に高まり、価格が急騰し、ウィリアムズポートの製材業全体が一気に潤った。市内には高価な工作機械を揃えた、規模の大きな工場が建ち並ぶようになり、ウィリアムズポートは質量ともに全米最高の木材生産地となった。この頃、ウィリアムズポート市内とその周辺には25か所の製材所があり、中には年間3,000万ボードフィート（約70,800m³）の製材能力を有していた、当時世界トップクラスの製材所もあった。1880年代に入ると、地元で生産された豊富な木材を用いた家具産業も興った。
インフラも整っていった。1856年には、ウィリアムズポートに初めての水道会社とガス会社が設立された。1882年には、ウィリアムズポートに電力会社が設立された。1884年には蒸気会社が設立され、蒸気を利用した暖房が家屋、事務所や工場などに供給された。通信手段としても、1851年に電報が、1879年には電話が導入された。市街地における交通手段としては、1865年に馬車によるストリートカーが開通し、1891年に路面電車に置き換えられた。また、1891年にはオペラ劇場が開館するなど、ウィリアムズポートは文化面でも発展した。
こうした製材の街としての成功と繁栄から、ウィリアムズポートは19世紀中盤から後半にわたって、「世界の製材の首都」と呼ばれた。

#### ピーター・ハーディック

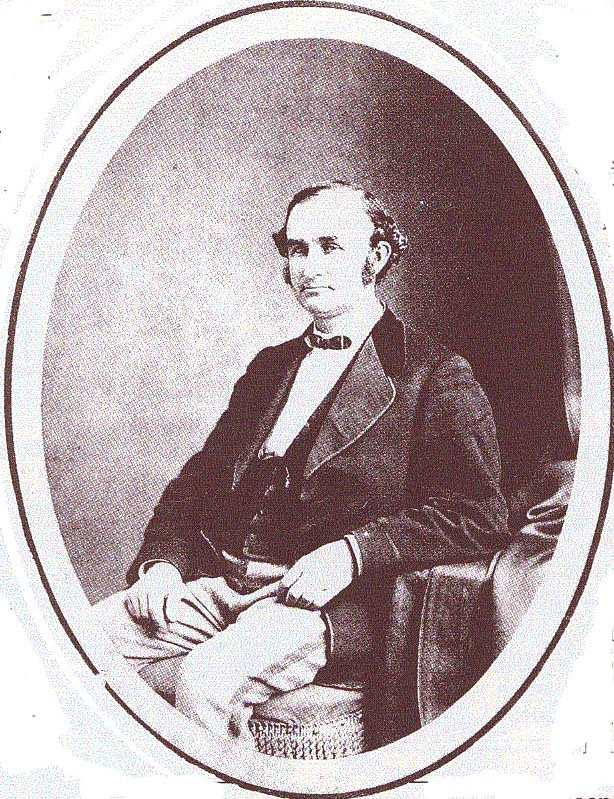
ピーター・ハーディック

製材業で栄えたウィリアムズポートは数多くの百万長者を生んだが、中でも後世にその名を残したのはピーター・ハーディックであった。ハーディックは1824年にニューヨーク州フォートプレイン（同州アムステルダム近郊）で生まれ、1846年にライカミング郡に移り住んでこの地で製材を始め、製材で財を成した。やがてハーディックはペンシルベニア州有数の富豪となり、州北部における製材業の申し子として見られるようになっていった。
ハーディックはウィリアムズポートにおける交通機関の整備に大きな影響を及ぼした。ハーディックは「ハーディック・キャブ」と呼ばれる交通機関を生み出した。これは、車内の両サイドに席を設け、後ろから乗降車させる二輪の馬車で、小型のバスに近いものであったが、現代のタクシーの原型となったものであると考えられている。また、現在「ミリオネアズ・ロウ」と呼ばれている通りの開発も、ハーディックが主導して行ったものであった。ハーディックは高名な建築家を呼び、自らの所有していたウェスト4thストリート沿いの土地に邸宅をいくつも設計・建設させた。現存する建物のうちの1つには、1865年に建てられたハーディック・ハウス・ホテルがある。また、ハーディックは博愛主義者としても知られ、ウィリアムズポート市内のいくつもの教会に多額の寄付をした。
しかし、1873年の不況の影響を受け、ハーディックは1878年に破産した。その後ハーディックは事業を再興させ、州内のセリンズグローブ（サンベリー近郊）やハンティングドン、イリノイ州カイロで水道会社の設立を主導した。ハーディックは1888年、ハンティングドンの水道会社視察中に氷上で滑って転倒し、脳震盪で死去した。

#### ダニエル・ヒューズ
ウィリアムズポートの製材業に関わった特筆すべき人物としては、もう1人、ダニエル・ヒューズが挙げられる。ヒューズはペンシルベニア運河を航行するはしけを所有し、ウィリアムズポートで生産された木材をサスケハナ川河口のメリーランド州ハバー・デ・グレースまで運んでいた。
その傍らで、ヒューズは地下鉄道の活動にも関わっていた。ヒューズはハバー・デ・グレースからウィリアムズポートに戻る際に、逃亡した奴隷をはしけに隠し、当時奴隷州であったメリーランド州から、自由州であったペンシルベニア州に運び、ウィリアムズポートの北東隣のロイヤルソック・タウンシップにあった自宅にかくまっていた。ヒューズの自宅にかくまわれた逃亡奴隷は、ウィリアムズポートの富豪や教会員（多くはクエーカー教徒）の助けも得て、州境を越えてニューヨーク州エルマイラへ、また国境を越えてカナダへと、さらに北へ逃げ延び、自由を獲得した。

### 衰退から再生へ向けて

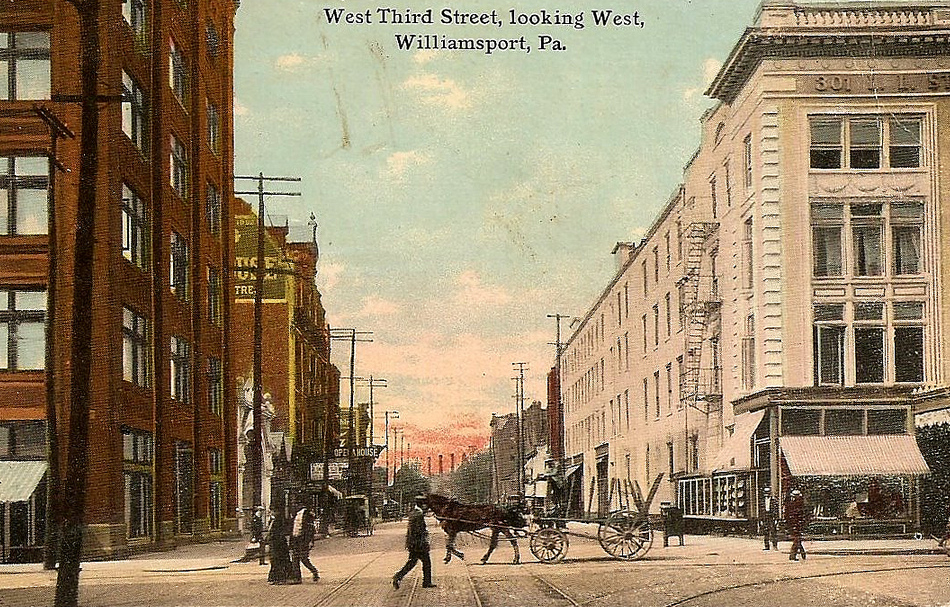
ウィリアムズポートのダウンタウン（1910年頃）

19世紀中盤から後半にかけては製材業で栄えたウィリアムズポートであったが、19世紀も末になると、市の地域経済を支えてきた製材業にも陰りが見え始めた。20世紀初頭には自動車産業も興ったが、長く続くことはなかった。そこに1929年の世界恐慌が追い討ちをかけた。1933年には、ウィリアムズポートにおける失業率は25%に達した。また、1933年には、市の繁栄の象徴の1つであった路面電車が廃止され、路線バスに置き換えられた。
しかし第二次世界大戦が勃発すると、ウィリアムズポートの地元工場の多くは軍需品を生産し、一時的には潤った。1956年には、新しい産業を誘致し、雇用を拡大すべく、地元企業がライカミング産業基金に約650,000ドルを寄付した。2000年代にはウィリアムズポート・ダウンタウン・ゲートウェイ再生プロジェクトが立ち上げられ、犯罪率の減少や新たな起業活動の増加など、その成果も出てきている。また、近郊では天然ガスが発見され、ウィリアムズポートの地域経済再生への鍵になるものであると期待されている。

## 地理

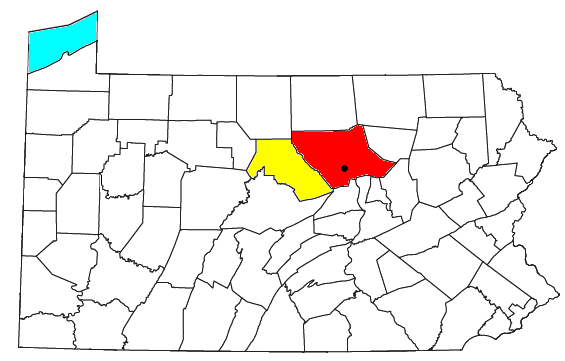
ウィリアムズポート・ロックヘイブン広域都市圏
赤: ウィリアムズポート都市圏（ライカミング郡）
黄: ロックヘイブン小都市圏（クリントン郡）
黒点: ウィリアムズポート市

ウィリアムズポートは北緯41度14分40秒 西経77度1分7秒 / 北緯41.24444度 西経77.01861度に位置している。ニューヨークからは西北西へ約280km、スクラントンからは西へ約120km、州都ハリスバーグからは北へ約120km、ロチェスターからは南へ約250kmに位置する。
アメリカ合衆国国勢調査局によると、ウィリアムズポート市は総面積24.7km2 (9.5mi2) である。そのうち23.0km2 (8.9mi2) が陸地で1.7km2 (0.7mi2) が水域である。総面積の6.92%が水域となっている。市域はサスケハナ川西支流の北岸に、川に沿って東西に広がっており、南岸にはサウスウィリアムズポートおよびドゥボイスタウンの2つの町が位置している。北岸・南岸のいずれにおいても、河岸から離れるにつれて標高が高くなるが、北岸のウィリアムズポート側のほうが南岸のサウスウィリアムズポート・ドゥボイスタウン側よりも傾斜が緩やかである。ウィリアムズポートのダウンタウンの標高は約158mである。
ウィリアムズポート都市圏はライカミング郡1郡のみで成っている。ライカミング郡の西に隣接するクリントン郡はロックヘイブン小都市圏となっており、ライカミング郡とクリントン郡の2郡でウィリアムズポート・ロックヘイブン広域都市圏を形成している。

### 気候
ウィリアムズポートの気候は温暖な春・夏・秋と寒い冬に特徴付けられる気候である。最も暑い7月の平均気温は23℃、最高気温の平均は29℃で、日中は32℃を超えることがわずかにある。最も寒い1月の平均気温は氷点下2℃、最低気温の平均は氷点下6℃で、月のほとんどの日は氷点下に下がる。降水量は年間を通じてほぼ一定しており、月間60-100mm、年間980mm程度である。また、冬季の降雪もロチェスターなどオンタリオ湖南岸ほどではないものの、フィラデルフィアなど州南東部と比較するとかなり多い。12月から3月にかけての月間降雪量は17-25cm、年間降雪量は90cm程度である。ケッペンの気候区分では、ウィリアムズポートは定義上は温暖湿潤気候（Cfa）に属することになるものの、実際はペンシルベニア州内陸北部や五大湖沿岸に広く分布する亜寒帯湿潤気候に極めて近い。
|               | 1月  | 2月  | 3月  | 4月  | 5月  | 6月  | 7月  | 8月  | 9月  | 10月 | 11月 | 12月 | 年    |
| ------------- | ---- | ---- | ---- | ---- | ---- | ---- | ---- | ---- | ---- | ---- | ---- | ---- | ----- |
| 平均気温（℃） | -2.2 | -2.1 | 3.3  | 9.7  | 16.1 | 20.6 | 23.0 | 21.7 | 18.1 | 11.7 | 5.3  | -0.6 | 10.4  |
| 降水量（mm）  | 71.1 | 61.0 | 83.8 | 88.9 | 96.5 | 91.4 | 91.4 | 99.1 | 78.7 | 81.3 | 66.0 | 71.1 | 980.3 |
| 降雪量（cm）  | 26.4 | 25.7 | 20.8 | 3.0  | -    | -    | -    | -    | -    | 0.3  | 7.6  | 20.8 | 91.7  |

### 都市概観

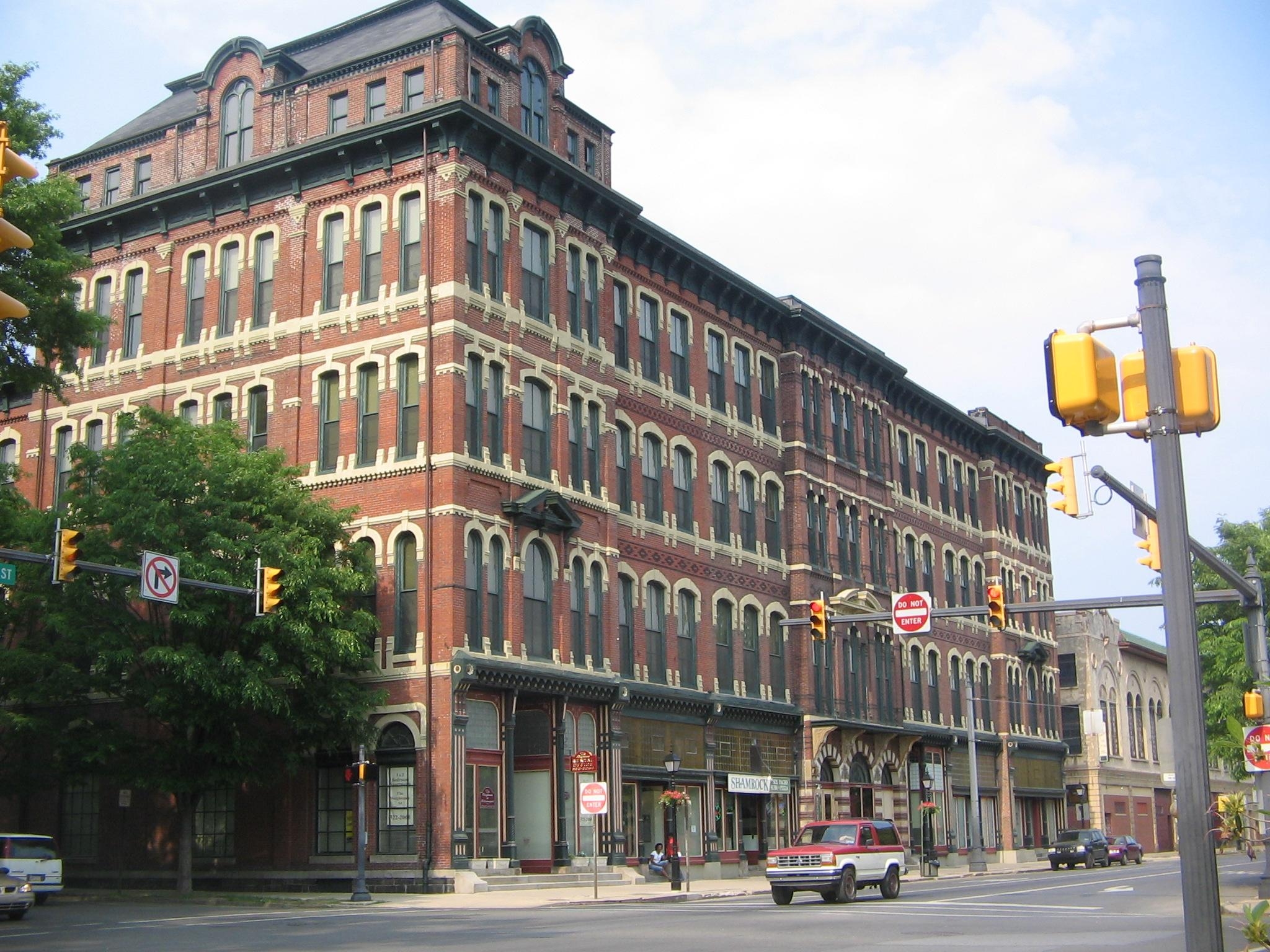
ウィリアムズポートに残る歴史的建築物の1つで、ピーター・ハーディックが1870年に建てたウェイトマン・ブロック

ウィリアムズポートのダウンタウンはマーケット・ストリートを中心に東西1.5km程度、河岸から北へ1km程度の範囲内に収まっている。ダウンタウンの西端、ウェスト4thストリート沿いのガバメント・プレースとウェスト・ストリートの間にはウィリアムズポート市庁舎が立地している。市庁舎よりもさらに西、エルマイラ・ストリートと7thアベニュー/サスケハナ・ストリートの間のウェスト4th沿いには、19世紀後期に富豪が所有していた邸宅が数多く残っており、一帯はミリオネアズ・ロウ歴史地区として国家歴史登録財に指定されている。
ウィリアムズポート市内においては、東西に通る通りはマーケット・ストリートを基準に東がE、西がWとなっているが、南北に通る通りにはN/Sの区別がない。マーケット・ストリート上を河岸よりもさらに南に進むと、サスケハナ川西支流にはマーケット・ストリート・ブリッジか架かっており、対岸にはサウスウィリアムズポートの町が広がっている。サウスウィリアムズポート町内においても、東西に通る通りのE/Wの基準はウィリアムズポート市内同様にマーケット・ストリートであるが、同町内ではマーケット・ストリートのみサウス・マーケット・ストリートと呼ばれ、この通り沿いの住居表示にはSがついている。
マーケット・ストリート・ブリッジの上流約800mにはヘプバーン・ストリート・ダムという堰が設けられており、この堰の上流では川幅がやや広くなって湖のようになっている。ヘプバーン・ストリート・ダムの上流約1,350mにはメイナード・ストリートの橋が、そのさらに上流約2.4kmにはアーチ・ストリートの橋がそれぞれ架かっている。アーチ・ストリートから西へ約2km区間のサスケハナ川西支流北岸の堤防内側はサスケハナ州立公園に指定されている。

## 政治

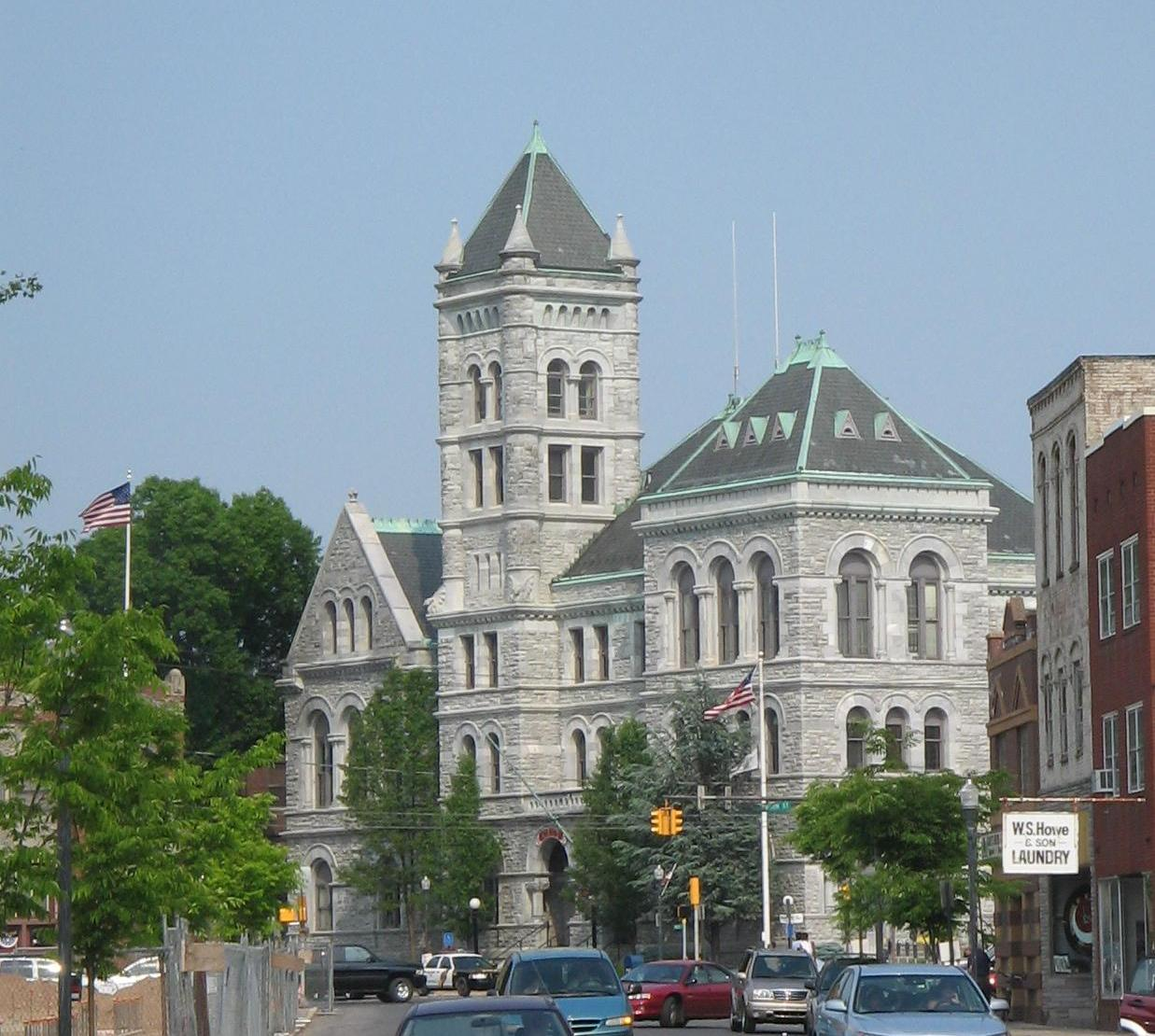
ウィリアムズポート市庁舎

ウィリアムズポートは市長制を採っている。市長は市の行政の最高責任者であり、行政実務と予算作成に責任を負う。市の立法機関である市議会は7人の議員から成っている。市長、市議員とも任期は4年で、全市からの投票で選出される。このほか、市政府のトップには、税収に責任を負う出納役、および公共支出の合法性確保と保障に責任を負うコントローラーがいる。
連邦議会下院議員選挙においては、ウィリアムズポートはペンシルベニア第10選挙区に属している。この選挙区は主に州北東部をカバーしており、ウィリアムズポートは選挙区の西端にあたるが、その一方で、州北東部の中心的な都市であるスクラントンやウィルクスバリはこの選挙区には含まれておらず、南東に隣接する第11選挙区に含まれている。この選挙区は、同じ州北東部をカバーする第11選挙区とは対照的に、田舎とされている地域を有権者数比で多く含んでおり、共和党が歴史的に強い勢力を持っている。

## 経済
かつては製材業で栄えたウィリアムズポートであるが、現在の地域経済は製造業とヘルスケア産業によって支えられている。ウィリアムズポートにはテキストロン傘下の航空機用エンジンメーカーのライカミング・エンジンズ、図書館用品メーカーのブロダート、および吸水掃除機メーカーのショップ・バックが本社を、また地域の3つの病院を束ねるサスケハナ・ヘルスが本部を置いている。また、2000年代に入って近郊で発見された天然ガスは、新たな雇用を生み、州内外からの労働者を呼び寄せるなど、その経済効果が出始めており、ウィリアムズポートの地域経済再生への起爆剤になるものと期待されている。

## 交通

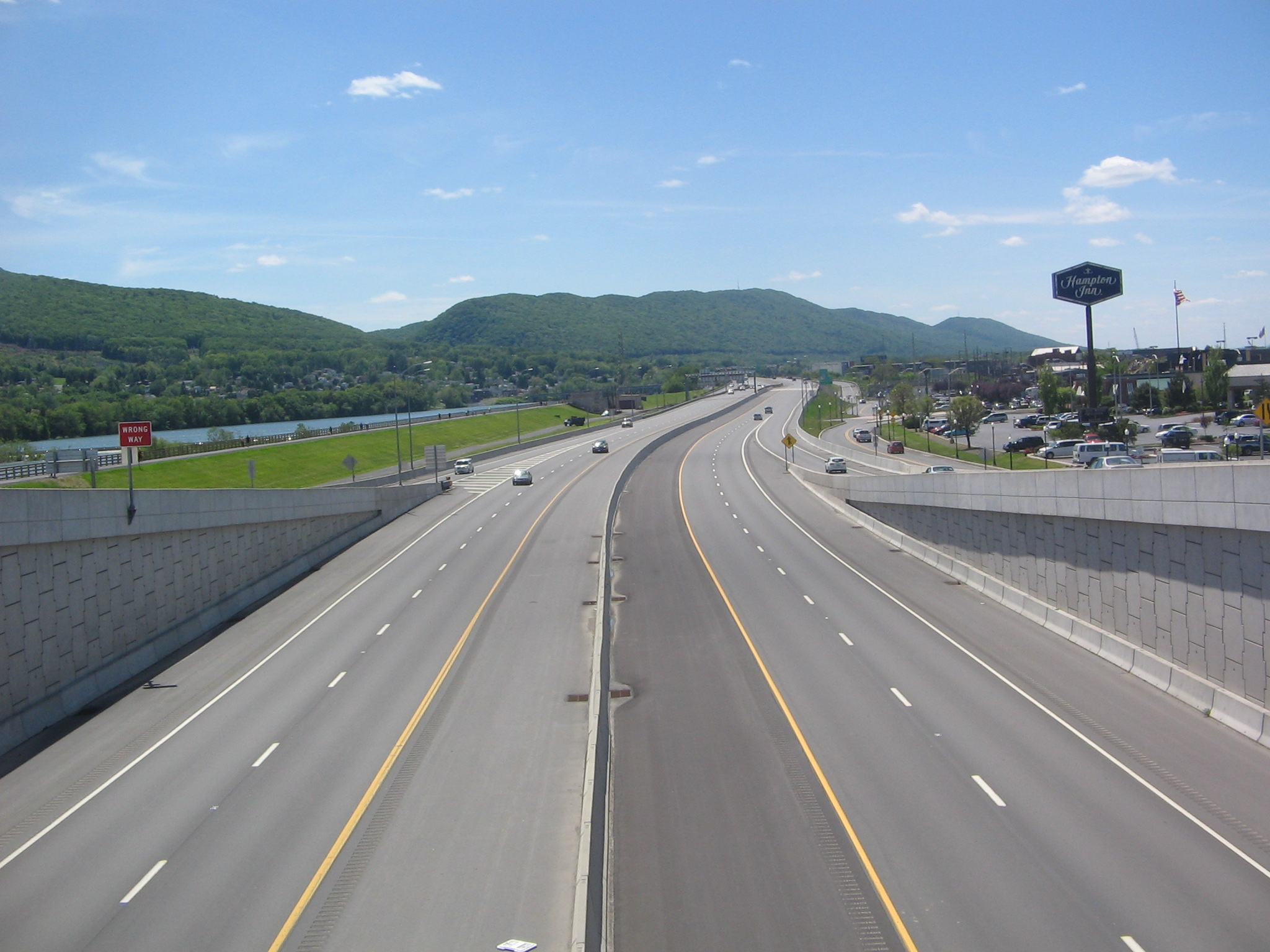
ウィリアムズポート市内のI-180

ウィリアムズポートの玄関口となる空港は、市の東約7kmに立地するウィリアムズポート地域空港（IATA: IPT）である。この空港は規模が小さく、就航している定期旅客便はアメリカン・イーグルの小型機によるフィラデルフィアへの便のみである。ウィリアムズポートから車で所要2時間以内で、より便数や就航路線数の多い空港としては、ステートカレッジのユニバーシティパーク空港（IATA: SCE、所要約1時間20分）や、スクラントンとウィルクスバリの中間にあるウィルクスバリ・スクラントン国際空港（IATA: AVP、所要約1時間40分）も挙げられる。
州間高速道路80号線本線とウィリアムズポートとの間は、全長約46キロメートルの支線I-180で結ばれている。このI-180は、ウィリアムズポート市内ではサスケハナ川西支流の堤防のすぐ側を通っており、市西部の国道220号線・国道15号線との合流/分岐点を以って終点となっている。I-180終点より西に伸びる国道220号線はロックヘイブンを経由してI-80に接続しており、ドゥボイス方面やステートカレッジ方面へはこちらのほうが近道となる。I-180終点から北へ伸びる国道15号線は、ペンシルベニア・ニューヨーク州境を越えてアップステート・ニューヨーク南部のコーニング西郊でI-86に接続している。このウィリアムズポート以北の国道15号線は、ニューヨーク州内の一部区間を除いて既に州間高速道路規格となっており、残っている9キロメートルの区間も2012年には4車線の州間高速道路規格に拡幅・改良される予定になっている。ウィリアムズポートからこの国道15号線、I-86、I-390（I-90の支線）を経由して北へ行くとロチェスターへと至る。

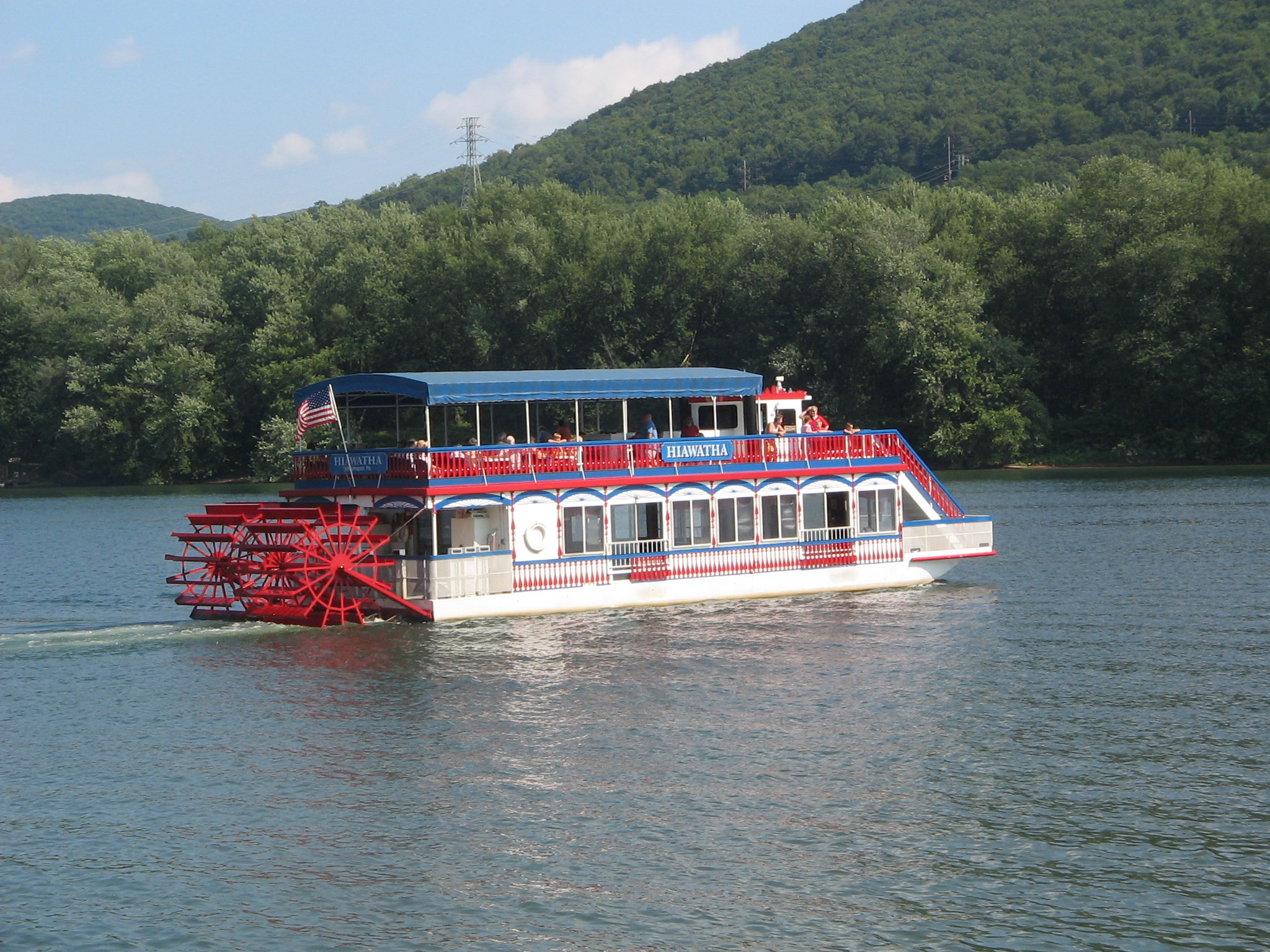
ハイアワサ号

ダウンタウンにはサスケハナ・トレイルウェイズのバスターミナルがあり、ウィリアムズポート・ロックヘイブン地域とニューヨーク、フィラデルフィア、リーハイ・バレー、ハリスバーグ、エルマイラの各方面とを結ぶ中長距離バスが発着する。リバー・バレー交通は、ウィリアムズポート市内および周辺の公共交通機関となる路線バスを運行している。
夏季には、サスケハナ州立公園内の船着場からハイアワサ号という観光船が発着しており、通常運航のパブリック・クルーズのほか、ファミリー・ナイト、サンデー・ブランチ、ディナー、カラオケ、コンサートなどのクルーズが運航されている。これらのクルーズを運航しているハイアワサ・インクという法人は、陸上でもレトロな車体のトロリーによるツアーを運行している。

## 教育

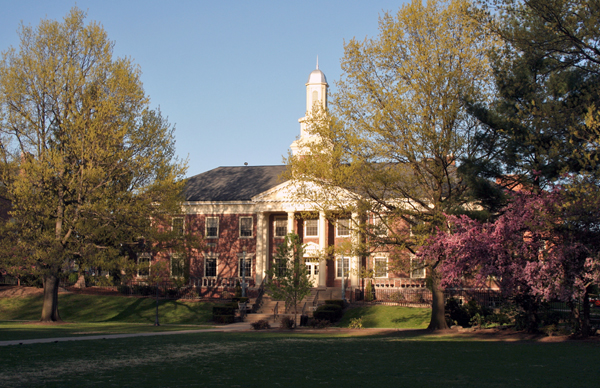
ライカミング大学

ライカミング大学はダウンタウンのすぐ北に42エーカー（約170,000m²）のキャンパスを構えている。同学は1812年に創立したメソジスト系のリベラル・アーツ・カレッジで、全米で最も長い歴史を持つ50校のうちの1校である。同学はリベラル・アーツ・カレッジの特色とも言える少数精鋭制による教育を行っており、学生数は約1,400人、学生対教授の比は13:1で、学生数20人以下の講義が全体の約65%を占める。USニューズ&ワールド・レポートの大学ランキングでは、同学は全米のリベラル・アーツ・カレッジの中で150位以内に入る評価を受けている。
ダウンタウンの西約2.5km、ミリオネアズ・ロウ歴史地区の南西にキャンパスを構えるペンシルベニア工科大学は、1941年に設立されたウィリアムズポート工業学校を前身とし、1989年にペンシルベニア州立大学システムに組み入れられた工科系の大学である。同学はビジネス・コンピュータ、建築・デザイン、保健学、ホスピタリティ、工学、天然資源管理、交通技術、および学際研究の8つの学部を持ち、準学士と学士の学位を授与している。
2009年に開校した医学系の大学院大学、コモンウェルス医学校は、その3つのキャンパスのうちの1つをウィリアムズポートに置いている。
ウィリアムズポートにおけるK-12課程は、ウィリアムズポート地域学区の管轄下にある公立学校によって支えられている。同学区は小学校（幼稚園・1-5年生）6校、中学校（6-8年生）3校、高校（9-12年生）1校を有し、約5,500人の児童・生徒を抱えている。また、カトリックのスクラントン司教区の管轄下にある私立学校、聖ヨハネ・ニューマン地域アカデミーはウィリアムズポートに幼稚園・小学校（1-6年生）・中高一貫校（7-12年生）をそれぞれ置き、就学前から12年生までの全学年をカバーしている。

## 文化

### 文化施設

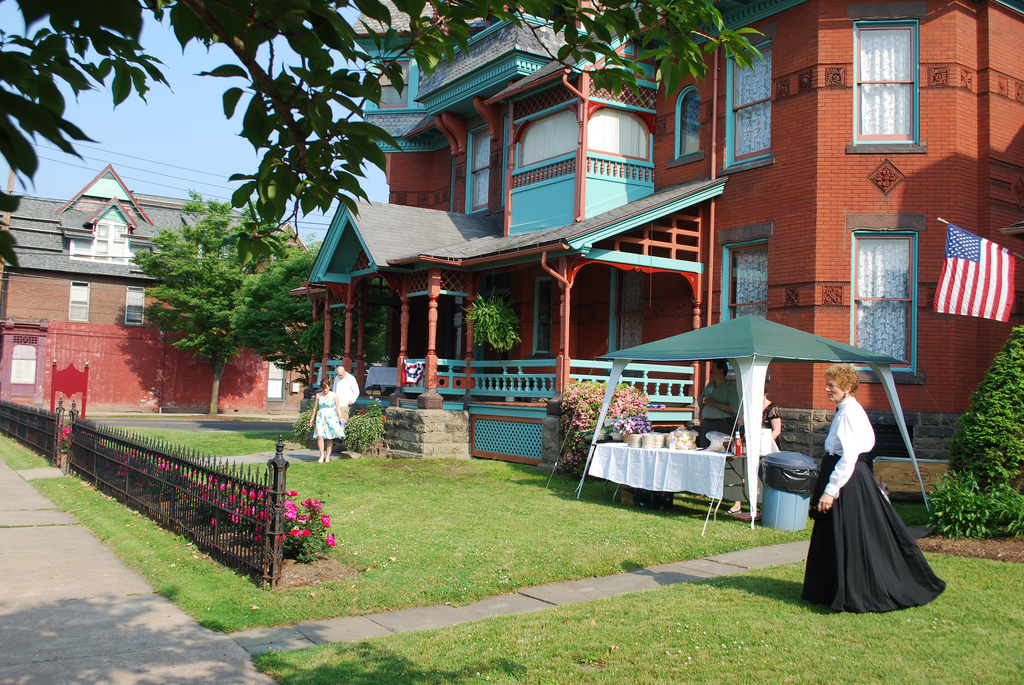
ロウリー・ハウス博物館

ダウンタウンの西約2km、ミリオネアズ・ロウ歴史地区内のウェスト4thストリートとメイナード・ストリートの角には、ライカミング郡歴史協会のトーマス・T・テイバー博物館が立地している。同館はこの地域におけるネイティブ・アメリカンの暮らしや、19世紀の部屋、20世紀の産業などに関する事物を展示しているほか、美術作品の展示も行っている。このトーマス・T・テイバー博物館のすぐ北に立地するピーター・ハーディック交通博物館は、サスケハナ川西支流をはじめとする近隣の河川における、ネイティブ・アメリカンのカヌーによる水上交通から、ペンシルベニア鉄道、自動車やバスによる近代の交通に至るまでの交通の歴史に関する事物を展示している。トーマス・T・テイバー博物館の約300m東には、1888年に建てられた、当時ペンシルベニア州有数の富豪であった実業家E・A・ロウリーの邸宅を改装し、当時の暮らしに関する事物を保存・展示する博物館としているロウリー・ハウス博物館が立地している。
市庁舎のすぐ東には、ウィリアムズポートを代表する演技芸術施設であるコミュニティ芸術センターが立地している。この演技芸術センターは、もともとは1928年に建てられたキャピトル・シアターという映画館であったが、1950年代から1980年代にかけての経営不振の後、ウィリアムズポート・ライカミング財団、ペンシルベニア工科大学、ウィリアムズポート市政府の出資と協働の下、地元企業や市民からの寄付も得て、1993年に現称で、音楽、ダンス、映画、演劇、そしてブロードウェイのミュージカルまで、幅広いジャンルの公演を行う総合演技芸術センターとして再生され、現在に至っている。

### スポーツ
ウィリアムズポートにはフィラデルフィア・フィリーズ傘下のショートシーズンAクラスのマイナーリーグ野球チームで、ニューヨーク・ペンリーグに所属するウィリアムズポート・クロスカッターズが置かれている。クロスカッターズは市の西部、ライカミング・クリークのほとりに立地するボウマン・フィールド（収容人数4,200人）を本拠地としている。

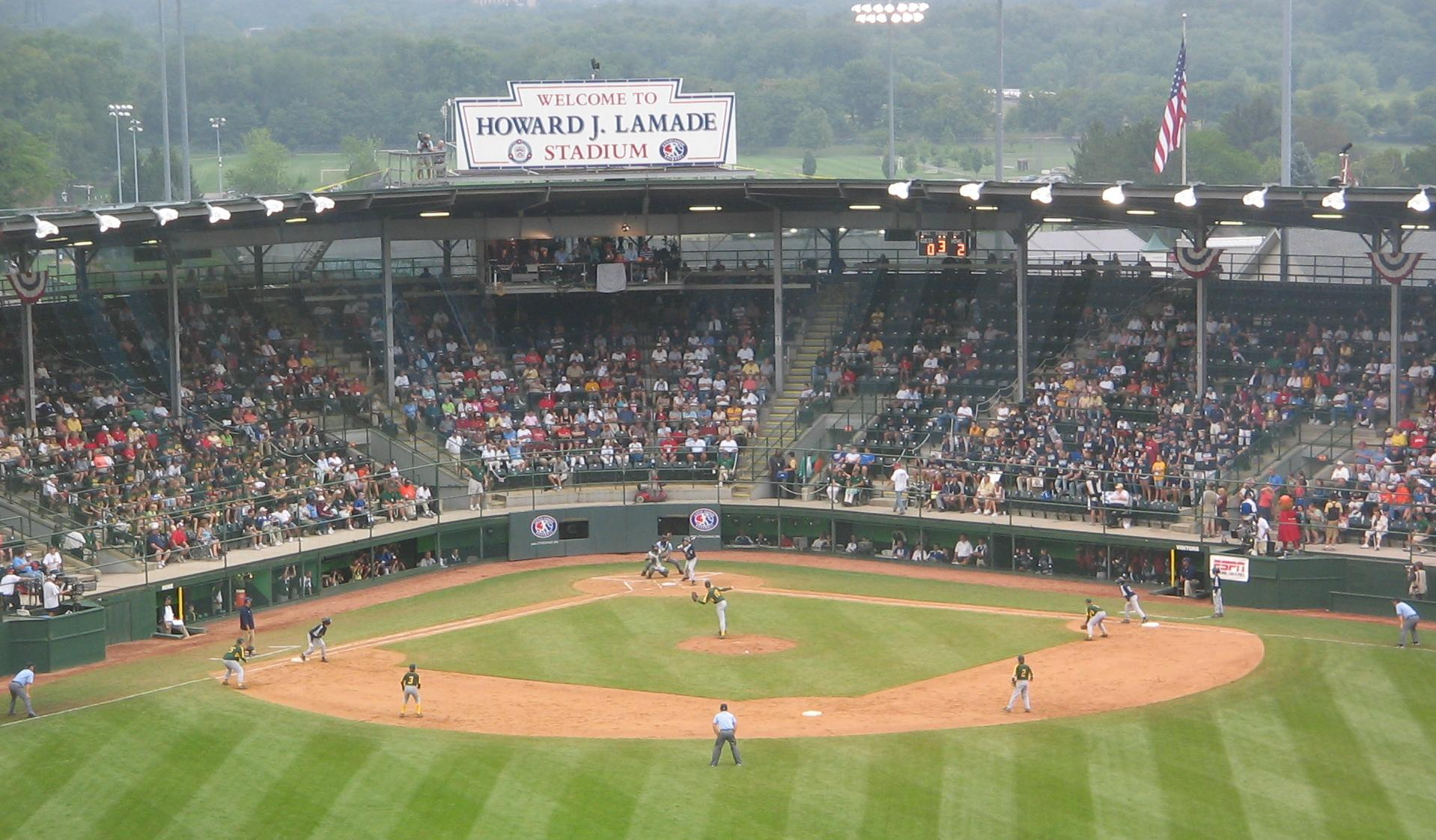
リトルリーグ・ワールドシリーズ

ウィリアムズポートはリトルリーグ発祥の地である。1939年、地元の材木置き場の職員だったカール・ストッツは、野球を通じてスポーツマンシップ、フェアプレー、チームワークを教えるべく、近所の少年たちを集め、親族や友人たちの助けも得て、3チームから成る小さな少年硬式野球リーグを作った。同年6月6日には、ストッツの家からわずか300フィート（約91m）のところで、リトルリーグ史上最初の公式試合が行われ、ランディ・ランバーがライカミング・デイリーを23-8で破った。翌1940年には、ストッツの作ったリーグをモデルとしてウィリアムズポート市内でもう1つのリーグができ、互いに潰し合うことのないように、リーグの境界線が設けられた。
第二次世界大戦が終わると、リトルリーグは急速に成長し始めた。1946年には、リトルリーグのリーグ数は12を数え、ペンシルベニア州全土をカバーした。翌1947年には、リトルリーグは初めて州境を越え、ニュージャージー州ハモントンにもリーグが作られた。また、この年、第1回のリトルリーグ・ワールドシリーズが行われた。1951年には、リトルリーグは国境を越え、カナダのブリティッシュコロンビア州にリーグが作られた。1974年には、リトルリーグ・ソフトボール部門も作られ、リトルリーグはソフトボール少女にも門戸を開いた。
リトルリーグの国際本部は1959年にサスケハナ川西支流の対岸、サウスウィリアムズポートに移され、リトルリーグ・ワールドシリーズもそれ以来同地で行われている。現在、リトルリーグは全米50州、および世界80か国以上に広がり、チーム数は全世界で200,000チームに迫る。選手の数も、1939年にはわずか30人であったが、2010年には少年野球に約217万人、少女ソフトボールに約34万人が参加している。

### メディア

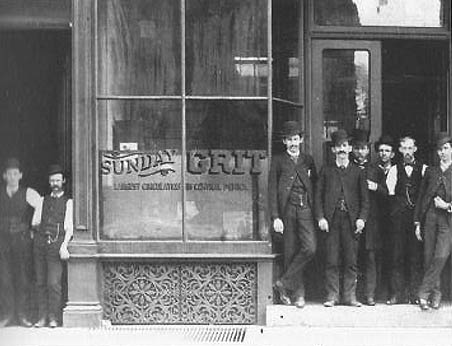
グリット本社（1890年代）

ウィリアムズポートは、アメリカ合衆国の「田舎」とされる地域を主な購読者層とする全国紙、グリット紙の創業の地である。1882年に土曜版のデイリー・サン・アンド・バナー (Daily Sun and Banner) として創業した同紙は、1885年に25歳のドイツ系移民ディートリック・ラマディによって買収され、グリットという名称に改名され、週4,000部の購読部数を確立した。翌1886年には、グリットの購読部数は一気に3倍以上の14,000部に増えた。1891年にはミシシッピ川以東のほとんどの州でグリットが購読されるようになり、購読部数は週平均53,000部に増えた。1892年には、レミングトン社製のタイプライターがグリットに導入された。その後もグリットの購読部数は順調に伸び続け、1900年には100,000部に、1916年には300,000部に、そして創業50周年となった1932年には400,000部に達した。
ディートリック・ラマディは、グリットの編集方針を以下のように述べていた。

Always keep Grit from being pessimistic. Avoid printing those things which distort the minds of readers or make them feel at odds with the world. Avoid showing the wrong side of things, or making people feel discontented. Do nothing that will encourage fear, worry or temptation.... Wherever possible, suggest peace and good will toward men. Give our readers courage and strength for their daily tasks. Put happy thoughts, cheer and contentment into their hearts.

（訳）グリットは常に、悲観的でないようにしなければならない。読者の心を歪ませたり、世界を変なふうに感じさせたりするものの刊行は避けなければならない。ものの悪いところを見せたり、人々に不満を抱かせたりすることは避けなければならない。恐れ、心配や誘惑を助長させるようなことはしてはならない... できる限りどこでも、人に平和や善意を示唆しなければならない。読者に日々の仕事のための勇気と強さを与えなくてはならない。幸せな考え、励ましや満足感を読者の心に植えつけなければならない。

ディートリック・ラマディは1938年にこの世を去ったが、グリットはラマディ一族によって続いた。1969年には、グリットの購読部数は1,500,000部を数え、ピークに達した。また、技術的にもオフセット印刷やカラー印刷といった、当時としては先進的な印刷技術を次々と取り入れていった。
また、ラマディ家はリトルリーグにも影響を及ぼした。ディートリックの息子の1人、ハワード・J・ラマディはグリットの副社長であったと同時に、リトルリーグの最高責任者の任にも就いていた。1959年には、ラマディ家がリトルリーグに寄贈したサウスウィリアムズポート町内の土地に、リトルリーグの新しい国際本部と球場が造られた。リトルリーグ・ワールドシリーズの会場となっているこの球場は、ハワード・J・ラマディの功績を讃えて「ハワード・J・ラマディ球場」と呼ばれている。
しかし1980年代、ラマディ家はグリットを手放し、1993年にグリットは創業の地であるウィリアムズポートからカンザス州トピカに移った。グリットが去った後は、ウィリアムズポートの地方紙であるウィリアムズポート・サン＝ガゼット（Williamsport Sun-Gazette）が、グリットに代わって日曜版を刊行し始めた。

## 人口推移
以下にウィリアムズポート市における1840年から2010年までの人口推移を表およびグラフでそれぞれ示す。
| 統計年 | 人口     |
| ------ | -------- |
| 1840年 | 1,353人  |
| 1850年 | 1,615人  |
| 1860年 | 5,664人  |
| 1870年 | 16,030人 |
| 1880年 | 18,934人 |
| 1890年 | 27,132人 |
| 1900年 | 28,757人 |
| 1910年 | 31,860人 |
| 1920年 | 36,198人 |
| 1930年 | 45,729人 |
| 1940年 | 44,355人 |
| 1950年 | 45,047人 |
| 1960年 | 41,967人 |
| 1970年 | 37,918人 |
| 1980年 | 33,401人 |
| 1990年 | 31,933人 |
| 2000年 | 30,706人 |
| 2010年 | 29,381人 |

## 姉妹都市
ウィリアムズポートは以下1都市と姉妹都市提携を結んでいる。
- マアレ・アドゥンミーム（イスラエル/ヨルダン川西岸地区）[54]

## 註
1. ↑  “Quickfacts.census.gov”. 2024年3月5日閲覧。
2. 1 2  Williamsport - History. City of Williamsport.
3. 1 2  Hunsinger, Lou Jr. From Indentured Servitude to City Founder. Williamsport Sun-Gazette.
4. ↑  Hunsinger, Lou Jr. William Hepburn: Father of Lycoming County. Williamsport Sun-Gazette.
5. ↑  Meginness, John Franklin. History of Lycoming County. 1st Ed. Ch.XVI: First Jail and Courthouse. pp.262-272. Chicago: Brown, Runk & Co. 1892年. ISBN 0-7884-0428-8.
6. ↑  Table 10. Population of the 100 Largest Urban Places: 1870. U.S. Bureau of the Census. 1998年6月15日.
7. 1 2 3 4  Meginness, Ch.XXI: Williamsport (Continued). pp.338-379.
8. ↑  Hunsinger, Lou Jr. James H. Perkins: Father of the Susquehanna Boom. Williamsport Sun-Gazette.
9. 1 2 3  Hunsinger, Lou Jr. Peter Herdic: Industrialist, Entrepreneur, Innovator. Williamsport Sun-Gazette.
10. ↑  Hunsinger, Lou Jr. The Herdic Cab: A variation on a transportation theme. Williamsport Sun-Gazette.
11. 1 2  Hill, Bob. Forests & Freedom: Forgotten Links In Pennsylvania's Underground Railroad. Pennsylvania Department of Conservation and Natural Resources.
12. ↑  Hunsinger, Lou Jr. Daniel Hughes: Giant of Freedom Road. Williamsport Sun-Gazette.
13. 1 2  Auken, Robin Van. Timeline. News of Yesteryear, Historic Pennsylvania & Historic Williamsport.
14. 1 2  Williamsport, Pennsylvania. newPA.com.
15. 1 2  Detrow, Scott. Natural Gas Fuels Economy In Pennsylvania. NPR. 2010年9月21日.
16. 1 2  Historical Weather for Williamsport, Pennsylvania, United States of America. Weatherbase.com. 2015年10月19日閲覧.
17. ↑  Williamsport Zoning Map. City of Williamsport. 2009年7月13日. （PDFファイル）
18. ↑  Contact Us. City of Williamsport.
19. ↑  Millionaires Row Architectural Waking Tour. City of Williamsport. （PDFファイル）
20. ↑  Susquehanna State Park Map. Department of Conservation and Natural Resources, Commonwealth of Pennsylvania.（PDFファイル）
21. ↑  City Government. City of Williamsport.
22. ↑  都市部の有権者が選挙区内の有権者全体に占める割合は、第11選挙区では約73%にのぼるのに対し、第10選挙区では約45%にとどまる。
23. ↑  Scheduled Flights. Williamsport Regional Airport.
24. ↑  Table 2: Auxiliary Routes of the Dwight D. Eisenhower National System Of Interstate and Defense Highways as of October 31, 2002. Federal Highway Administration, U.S. Department of Transportation.
25. ↑  Clarke, Cheryl R. Groundbreaking held for last section of '15' north. Williamsport Sun-Gazette. 2009年9月22日.
26. ↑  Daily Scheduled Routes. Susquehanna Trailways.
27. ↑  Routes and Schedules. River Valley Transit.
28. ↑  Hiawatha Paddlewheel Riverboat. Hiawatha, Inc.
29. ↑  Trolley Information. Hiawatha, Inc.
30. ↑  Lycoming College Campus. Lycoming College.
31. ↑  About Lycoming. Lycoming College.
32. ↑  Lycoming College. U.S. News & World Report. 2010年.
33. ↑  Best Colleges 2011: National Liberal Arts College Rankings. p.15. U.S. News & World Report. 2010年.
2011年版（2010年発行）では144位であった。
34. ↑  History. Pennsylvania College of Technology.
35. ↑  Academic Schools. Pennsylvania College of Technology.
36. ↑  Regional Campuses. The Commonwealth Medical College.
37. ↑  District Information Brochure. Williamsport Area School District. （PDFファイル）
38. ↑  Locate a School. The Diocese of Scranton.
39. ↑  About Us. St. John Neumann Regional Academy.
40. ↑  Home. The Thomas T. Taber Museum, Lycoming County Historical Society.
41. ↑  Peter Herdic Transportation Museum Home, River Valley Transit.
42. ↑  The Rowley House. Preservation Williamsport.
43. ↑  A Colorful Past. Community Arts Theater.
44. ↑  Thomas, Robert McG. Jr. Obituaries: Carl Stotz, 82, Founder of Little League Baseball. The New York Times. 1992年6月5日.
45. 1 2 3  History of Little League. Little League.
46. ↑  Historical Markers: Carl E. Stotz. Harrisburg, Pennsylvania: Pennsylvania Historical and Museum Commission.
47. 1 2 3  Little League Chronology. Little League.
48. ↑  Little League around the World. Little League.
49. ↑  Man of Grit: Dietrick Lamade and Sunday Grit. Williamsport Sun-Gazette. 2008年8月17日.
50. 1 2 3  Laabs, Damon M. Lamade, Dietrick. 2006年.
51. 1 2  Teller, Jean. As American as Mom, Apple Pie & Grit. Topeka, Kansas: Ogden Publications, Inc.
52. ↑  Lamade Family Gift Allows Little League to Make Improvements to Howard J. Lamade Stadium. Little League. 2006年3月17日.
53. ↑  Gibson, Campbell. Population of the 100 Largest Cities and Other Urban Places in the United States: 1790 to 1990. US Census Bureau. 2005年.
54. ↑  Alexander, Amanda. Maale Adumim becomes Williamsport's sister city. Williamsport Sun-Gazette. 2010年12月16日. 2015年10月19日閲覧.